# Curt Young
Curt Young (8 de enero de 1974) es un ex corredor de vallas panameño.

## Biografía
Young que compitió en los Juegos Olímpicos de verano de 1996 y los Juegos Olímpicos de verano de 2000. En 1996, no logró avanzar desde la primera ronda con una puntuación de 55,20. En 2000, mejoró su tiempo de la primera ronda a 52,46, pero aun así no fue suficiente para avanzar.